# Não Se Vá
"Não Se Vá" é uma música de Alain Barrière ("Tu T'en Vas") - versão em português de Thina - que fez muito sucesso em meados da década de 70 e fez a dupla Jane e Herondy estourar.
Em 1977, a canção alcançou o topo de todas as paradas de sucesso no Brasil, e o hit alcançou inclusive o mercado internacional.
Em 2001, a canção foi incluída na trilha sonora do filme Domésticas - O Filme, dirigido por Fernando Meirelles e Nando Olival.